# Герб Бериславського району
Герб Бериславського району — офіційний символ Бериславського району, затверджений рішенням сесії районної ради.

## Опис
Щит розділений перекинуто-вилоподібно, з срібною облямівкою. На першому пурпуровому полі золотий лапчастий хрест, під яким срібний півмісяць рогами догори; на другому зеленому золотий дзвін; на третьому лазуровому три золоті корони, дві і одна. Щит увінчано срібною баштовою короною з трьома зубцями й обрамлено золотим вінком з колосків пшениці по три з кожного боку, прикрашеним знизу трьома гронами винограду з листками.